# Глухий кут (Пікар)
Глухий кут; Сценарій без виграшу (No Win Scenario) — четверта серія третього сезону американського телевізійного серіалу «Зоряний шлях: Пікар». Сценарій епізоду написали Террі Маталас і Шон Третта, режисував Джонатан Фрейкс. Перший показ відбувся 9 березня 2023 року.

## Зміст
У спогаді про події за п'ять років до того — тихий обід Пікара в Лос-Анджелесі переривається гуртом кадетів, які благають розповісти про видатну кар'єру, зокрема ситуацію, коли Альфа Хіроген полював на нього. Невдовзі він розповідає їм про свої пригоди з тамаріанцями, глухий кут у випадку з Джеком Крашером-старшим та інші.
В реальному часі нещасний Жан-Люк сумує біля вікна корабля, поки капітан Райкер отримує звіти про стан справ від екіпажу містка «Титана». Корабель не має достатньої потужності, щоб вибратися, та щоб підтримувати життя більше ніж на кілька годин, особливо тому, що його огороджують хвилі біоелектричної енергії з туманності. Райкер відвідує Пікара, визнає, що його більш агресивна позиція була правильною, і пропонує Жану-Люку витратити останні кілька годин, що залишилися, щоб познайомитися зі своїм сином. О
Сьома дізналася особу офіцера, якого зображав Мінливець — енсін Фостер, транспортний технік. Вона звітує перед Райкером, він вирішує не повідомляти новину й не відновлювати її, щоб вона могла діяти ефективніше.
Беверлі визначала час імпульсів біоелектричної енергії. Вони повторюються й ритмічні, і Беверлі порівнює їх із передпологовими скороченнями. Яке б космічне створіння не було у туманності, воно ось-ось народиться.
Сьома звертається до Шоу за порадою, і він шукає деякі дані про Засновників. Він пропонує Сьомій відчайдушно блефувати. Це не спрацьовує з екіпажем із 500 чоловік, Шоу пропонує Сьомій знайти ємність Мінливця. Оскільки метаморфи повинні відновлюватися кожні 16 годин, повертаючись до рідинної форми, вони зазвичай мають якийсь контейнер, який використовують для відновлення. Він повинен містити залишки, які Сьома може проаналізувати, а потім відсканувати за допомогою внутрішніх датчиків корабля. Сьома справді знаходить ємність метаморфа в кімнаті Фостера. Але коли вона несе її в біолабораторію, на неї нападає метаморф, який знищує і ємність, й зразки за допомогою фазера.
На «Терняку» Вадік відрізає собі руку — для неї це нормально: вона також є метаморфом або, принаймні, суміжною з Мінливцями. І відтята рука стає певним способом, за допомогою якого вона може передати повідомлення для свого начальства. Вони наказують їй переслідувати «Титан» та повернути Джека Крашера будь-якою ціною, вважаючи її та корабель витратним матеріалом. Відповідно, «Терняк» відкидає свою портальну гармату, яку неможливо безпечно забрати в туманність, і пробирається туди. Вадік, яка є метаморфом, зв'язується зі своїм начальником і отримує наказ переслідувати «Титан» будь -якою ціною; для цього в туманності потрібно відключити технологію порталу.
У голодеці Пікар і Джек розповідають один одному про свої пригоди, але до них приєднується Шоу. Він з гіркотою розповідає про свій досвід роботи інженером Зоряного Флоту під час битви при Вольфі-359, коли Пікар був асимільований Боргом і атакував Федерацію. На додаток до його люті на Локутуса з Борга — єдиного Борга, настільки смертоносного, що вони дали йому прокляте ім'я — його явно переслідує «провина тих, хто вижив», оскільки він є одним із 10 людей, обраних для порятунку. Пікар ввічливо виходить із голододека; і Шоу, який залишився зі своєю командою, відчуває момент самоусвідомлення.
Беверлі, Джек і Пікар вигадують план і представляють його Райкеру: не тільки осідлати хвилю енергії з туманності Райтон, але й використати її для перезарядки корабля. Райкер, відчуваючи відповідальність командира, спершу не бажає ризикувати, але його підштовхнув аргумент Пікара «Наважся бути запеклим» — і нагадування, що вони троє вже успішно так робили. Однак, щоб змусити «Титан» рухатися достатньо швидко, аби він міг справді пливти по хвилі амніотичної енергії, їм доведеться використатм енергію від усіх решти систем — включаючи, зрештою, підтримку життя, хоча це буде утримуватися до останнього. Їм також потрібна допомога «якогось придурка з Чикаго», містера Фіксіта, який наглядав за переобладнанням «Титана», щоб перепрофілювати варп-гондоли для поглинання енергетичної хвилі.
Райкер, Беверлі та Пікар створюють ризикований план використання енергетичного імпульсу від туманності для перезарядки систем корабля. Шоу та Сьома беруться за роботу. Причому Шоу зауважує — якщо Мінливець справді хоче стати стати на заваді, це було б ідеальним місцем — і саме зараз. Відповідно, коли Сідні Ла Форж з'являється, щоб запропонувати будь-яку допомогу, Шоу вже підозрює: вони сказали капітану Райкеру не надсилати жодної допомоги. Коли енсін Ла Форж намагається пояснити свою появу «капітану Гансен», нехарактерність спевнює підозру; Сьома відкриває вогонь, і Перемінник зникає назавжди.
Тим часом енергетична хвиля заряджає корабель, і Райкер справляється із «Терняком», який на них чекає, кидаючи в нього астероїд, вимикаючи його принаймні на годину та дозволяючи «Титану» втекти серед хмари новонароджених космічних медуз.
Повернувшись у спогад, Пікар просить курсантів дати йому шанс пообідати, але його перериває молодий чоловік у бейсболці. Пікар не впізнаєДжека Крашера-молодшого. Цивільний запитує, чи була у Пікара колись справжня родина, і Жан-Люк, граючи перед аудиторією, заявляє: «Молодий чоловіче, Зоряний Флот був єдиною сім'єю, яку я коли-небудь потребував». Кадети аплодують; підліток зникає.
В реальному часі Джек вмивається, коли бачить у відображенні в дзеркалі червону хмару-павутину, що розкинулася на стіні. На нього нападають видіння червоних дверей. «Знайди мене. Будемо скоро разом»
В якийсь момент паскудство стало моїм щармом

## Створення
Музичну тему до серіалу написав Стівен Бартон

## Сприйняття та відгуки
На сайті «Rotten Tomatoes» епізод отримав 100 % підтримки на основі відгуків 6 критиків.
В огляді «StarTrek.com» зазначалося: «У четвертому епізоді серіалу Зоряний шлях: Пікар», другому епізоді цього сезону, зрежисованому легендою «Зоряного шляху» Джонатаном Фрейксом, Пікар, Райкер і команда повинні зіткнутися з гріхами свого минулого та залікувати свіжі рани, у той час як «Титан», знерухомлений в космосі, безпорадно дрейфує до вірного знищення в загадковій космічній аномалії."
В огляді «Den of Geek» серію оцінено у 4.5 зірки з 5 та зазначено: «Здається, що „Сценарій без виграшу“ найкраще підходить до епізоду старої школи „Зоряний шлях: Наступне покоління“, доповнений основною історією, яка підкреслює необхідність співпраці та командної роботи. Хрестоматійна промова капітана, яка надихає, і нагадування про те, що величезний і дивовижний потенціал Всесвіту є справжньою причиною існування цієї франшизи. Є ставки життя та смерті, здавалося б, нерозв'язна проблема, несподіване відкриття про Велике Зло та більше ніж одна дивовижна душевна розмова між літніми персонажами, які згадують про своє життя в Зоряному Флоті. Та про те, чого коштувала його місія для них.»
«TV Tropes» здійснює детальний розбір аналогій, неспівпадінь та недоречностей епізоду.
Лорі Ольстер з «TrekMovie.com» зазначено: «„Сценарій без виграшу“ — це велика перемога, яка забезпечує дуже вдалий кінець початку того, що має стати епічним сезоном Зоряного шляху. Чотирьох епізодів було достатньо, щоб провести в туманності, і після відновлення цих зв'язків між персонажами настав час переходити до наступного етапу, який принесе ще кілька знайомих облич, як-от Джорді та таємничий Лор. Не можу дочекатися.»
На сайті «IMDb» станом на лютий 2023 року епізод отримав 9.0 з 10 зірок схвалення при 5227 голосах.

## Знімались
| Актор             | Роль               |
| ----------------- | ------------------ |
| Патрік Стюарт     | Жан-Люк Пікар      |
| Джері Раян        | Сьома-з-Дев'яти    |
| Мішель Герд       | Раффі Музікер      |
| Ед Спелірс        | Джек Крашер        |
| Джонатан Фрейкс   | Вілл Райкер        |
| Гейтс Макфадден   | Беверлі Крашер     |
| Марина Сіртіс     | Діана Трой         |
| Тодд Стешвік      | Ліам Шоу           |
| Аманда Пламмер    | Вадік              |
| Ешлі Шарп Честнат | Сідні Ла Форж      |
| Стефані Чайковскі | Т'Він              |
| Джозеф Лі         | Мура               |
| Чад Ліндберг      | Фостер             |
| Джин Малей        | Есмар              |
| Тіффані Шеліс     | Ок                 |
| Жасмін Акакпо     | енсін              |
| Емі Ернарт        | копм'ютер "Титана" |
| Гарт Кемп         | Лице               |